# تکنیک‌های خلاقیت
تکنیک‌های خلاقیت (انگلیسی: Creativity techniques) یا تکنیک‌های خلاقانه، روش‌هایی هستند که اقدامات خلاقانه را در حوزه‌های دانش و هنر، تشویق می‌کنند. این تکنیک‌ها بر جنبه‌های گوناگون خلاقیت تمرکز می‌نمایند، که برای نمونه می‌توان به تکنیک‌های تولید ایده و تفکر واگرا، روش‌های حل مسئله، تکنیک‌های ایجاد تغییر در محیط عاطفی اشاره کرد. تکنیک‌های خلاقیت می‌توانند به عنوان بخشی از سناریوی حل مسائل، ارائه هنر یا به صورت درمانی مورد استفاده قرار گیرند. جهت پیاده‌سازی تکنیک‌های خلاقانه اغلب به گروه‌هایی از دو یا چند نفر نیاز می‌باشد.